# برنت يوهانسون
برنت يوهانسون (بالسويدية: Bernt Johansson)‏ مواليد 18 أبريل 1953 في غوتنبرغ، هو دراج سويدي سابق في صنف سباق الدراجات على الطريق. سبق أن شارك في دورة الألعاب الأولمبية الصيفية وفاز بميدالية أولمبية.

## سجل النتائج

### سباقات أو مراحل فاز بها
- بطولة العالم لسباق الدراجات على الطريق

## الميداليات
| الميدالية | المسابقة                       |
| --------- | ------------------------------ |
| ذهبية     | الألعاب الأولمبية الصيفية 1976 |

## روابط خارجية
- برنت يوهانسون على موقع أرشيف الدراجات (الإنجليزية)
- برنت يوهانسون على موقع إحصائيات الدراجات الإحترافية (الإنجليزية)
- برنت يوهانسون على موقع CycleBase (الإنجليزية)
- برنت يوهانسون على موقع أوليمبيديا (الإنجليزية)
- برنت يوهانسون على موقع اللجنة الأولمبية السويدية (السويدية)